# Cratere Culter
Culter  è un cratere sulla superficie di Marte.